# AVG AntiVirus
AVG AntiVirus是一款防毒軟體。該软件所属的公司原名为「Grisoft」，于1991年成立。2000年，Grisoft首次榮獲VB100獎。2008年，Grisoft正式更名為「AVG Technologies CZ, s.r.o.」。同年，AVG推出的8.0版本則顛覆防毒專長的Anti-Virus版，另闢網路安全的新途，這一舉動也正趕上了2008年網路混合威脅浪潮。2016年9月，捷克的另一知名防毒軟體公司Avast Software併購了AVG Technologies。

## 中文版
- 2008年2月，AVG Technologies許可「哲想方案」代理銷售AVG Anti-Virus繁體中文版。而在2009年7月，提供繁體中文個人免費版下載。[來源請求]
- 2009年7月，AVG Anti-Virus提供简体中文版免费版下载[3]，并一改原来的“免费版低调”态度，仿照360殺毒宣传的“永久免费”等商业标语吸引用户。

## AVG 特性

#### AVG 版本區分：
- 免費版的部份僅提供：個人、家庭和非營利組織使用。
- 商業版的部份則是提供：專業用戶、企業用戶之商業性使用。

#### AVG特性：
- 硬體的等級需求度並不高，所消耗的硬體資源低。
- 軟體的病毒定義檔更新快速，每天更新定義檔。
- 加強以往的作業系統的背景掃瞄，有效提高系統防護能力。
- 增加瀏覽器對網頁連結掃瞄功能，有效提高網頁防護能力。

### AVG Anti-Virus Free Edition

#### 軟體特性：
- 自由允許家庭和非營利組織使用者免費使用與更新。
- 只供個人、家庭和非營利組織使用，如作商業性使用則屬非法行為。

#### 功能介紹：
- 病毒防護（Anti-Virus）– 病毒、蠕蟲、木馬的防禦。
- 間諜軟體防護（Anti-Spyware）– 間諜程式、廣告軟體、身份盜用（Identity Theft）的防禦。
- 垃圾信防堵（Anti-Spam）– 可以過濾垃圾信件、防止網路詐騙（網路釣魚）。
- 網頁防護＆連結掃瞄（Web Shield & LinkScanner）– 讓使用者遠離惡意網站的危害。

### AVG Anti-Virus Professional

#### 軟體特性：
1. 這是一款相當專業的商用防毒軟體。
2. 專用伺服器快速更新，在 Anti-Virus Free Edition 基礎上增加的功能。

#### 功能介紹：
- 病毒防護（Anti-Virus）– 病毒、蠕蟲、木馬的防禦。
- 間諜軟體防護（Anti-Spyware）– 間諜程式、廣告軟體、身份盜用（Identity Theft）的防禦。
- 垃圾信防堵（Anti-Spam）– 可以過濾垃圾信件、防止網路詐騙（網路釣魚）。
- 網頁防護＆連結掃瞄（Web Shield & LinkScanner）– 讓使用者遠離惡意網站的危害。
- 惡意軟體防護（Anti-Rootkit）– 威脅性惡意軟體（Rootkit）的防禦。

### AVG Anti-Virus plus Firewall

#### 軟體特性：
- 這是一款相當專業的商用且含有防火牆之防毒軟體。
- 專用伺服器快速更新，在 Anti-Virus Professional 基礎上增加的功能。

#### 功能介紹：
- 病毒防護（Anti-Virus）– 病毒、蠕蟲、木馬的防禦。
- 間諜軟體防護（Anti-Spyware）– 間諜程式、廣告軟體、身份盜用（Identity Theft）的防禦。
- 垃圾信防堵（Anti-Spam）– 可以過濾垃圾信件、防止網路詐騙（網路釣魚）。
- 網頁防護＆連結掃瞄（Web Shield & LinkScanner）– 讓使用者遠離惡意網站的危害。
- 惡意軟體防護（Anti-Rootkit）– 威脅性惡意軟體（Rootkit）的防禦。
- 防火牆（Firewall）– 協助使用者對抗駭客的攻擊。

### AVG Internet Security Suite

#### 軟體特性：
- 這是一款相當專業的商用且是全方位之防毒軟體。
- 專用伺服器快速更新，在 Anti-Virus plus Firewall 基礎上增加的功能。

#### 功能介紹：
病毒防護（Anti-Virus （页面存档备份，存于））– 病毒、蠕蟲、木馬的防禦。
- 間諜軟體防護（Anti-Spyware）– 間諜程式、廣告軟體、身份盜用（Identity Theft）的防禦。
- 垃圾信防堵（Anti-Spam）– 可以過濾垃圾信件、防止網路詐騙（網路釣魚）。
- 網頁防護＆連結掃瞄（Web Shield & LinkScanner）– 讓使用者遠離惡意網站的危害。
- 惡意軟體防護（Anti-Rootkit）– 威脅性惡意軟體（Rootkit）的防禦。
- 防火牆（Firewall）– 協助使用者對抗駭客的攻擊。
- 系統工具（System Tools）– 協助使用者處理簡單的系統管理。

### 停止支援版本
- AVG Anti-Virus 7.5 和 AVG Anti-Spyware 7.5 ，因這兩款軟體在 2008 年併為 AVG Anti-Virus 8.0。
- AVG Anti-Spyware 是款著名的防木馬軟體，前身為德國 Ewido Networks 公司所開發的軟體 Ewido Anti-Spyware。Ewido Network被 Grisoft 收購後，Ewido Anti-Spyware 被正式改名為 AVG Anti-Spyware。

## 外部連結
- 商業版官方網站（页面存档备份，存于）
- 台灣官方網站（页面存档备份，存于）
- 台灣免費版官方網站（页面存档备份，存于）